# Državna cesta D69
D69 je državna cesta u Hrvatskoj. Ukupna duljina iznosi 50,9 km.